# مصنوع (لغة)
المصنوع لغة مقابل الطبيعي. واللفظ المصنوع يطلق على ما ليس أصيلا في اللغة ولا دخيلا. والمراد بالأول ما أخذه المتأخرون من أهل اللغة عن المتقدمين وإن تغير من صيغته شيء، وبالثاني ما أخذ من لغة أخرى. وأكثر المصنوعات من اصطلاح أهل الصناعة من منحوت ومنتوج ونحو ذلك.